# Brian Tyree Henry
Brian Tyree Henry (31 d'abril de 1982) és un actor nord-americà. Els seus papers a televisió inclouen a Alfred "Paper Boi" Miles a Atlanta i Tavis Brown a Vice Principals. Henry també va ser part del repartiment original de The Book of Mormon. Al febrer de 2017, Henry va aparèixer com convidat en la sèrie d'NBC This is Us, en l'episodi "Memphis" com el cosí de William, per la qual cosa va ser nominat a un Premi Primetime Emmy.

## Filmografia

### Cinema
| Any  | Títol                      | Paper                 | Notes |
| ---- | -------------------------- | --------------------- | ----- |
| 2015 | Port Ricans in Paris       | Spencer               |       |
| 2017 | Person to Person           | Mike                  |       |
| 2017 | Crown Heights              | Massup                |       |
| 2018 | White Boy Rick             | Oficial Jackson       |       |
| 2018 | Widows                     | Jamal Manning         |       |
| 2018 | Spider-Man: Un nou univers | Jefferson Davis (veu) |       |
| 2018 | Hotel Artemis              | Honolulu              |       |
| 2018 | If Beale Street Could Talk | Daniel Carty          |       |
| 2018 | I ningú més que tu         | Benji                 |       |
| 2019 | Child's Play               | Mike Norris           |       |
| 2019 | The Woman in the Window    | Detectiu Little       |       |
| 2019 | Super Intelligence         | Dennis                |       |
| 2021 | Godzilla vs Kong           |                       |       |

| Any          | Títol                       | Paper                     | Notes |
| ------------ | --------------------------- | ------------------------- | --- |
| 2009         | Law &amp; Order             | Ben                       | Episodi: "Dignity"                                                                                              |
| 2010         | The Good Wife               | Randall Simmons           | Episodi: "Double Jeopardy"                                                                                      |
| 2013         | Boardwalk Empire            | Winston "Scrapper"        | 2 episodis |
| 2014         | The Knick                   | Larkin                    | Episodi: "The Busy Flea"                                                                                        |
| 2016–present | Atlanta                     | Alfred "Paper Boi" Milers | Repartiment principalNominado – MTV Movie & TV Award per Millor Duo en Pantalla (compartit amb Keith Stanfield) |
| 2016–2017    | Vice Principals             | Dascius Brown             | 3 episodis |
| 2017         | How to Get Away with Murder | Advocat defensor          | Episodi: "Go Cry Somewhere Else"                                                                                |
| 2017         | This Is Us                  | Ricky                     | Episodi: "Memphis";Nominat – Primetime Emmy al millor actor convidat - Sèrie dramàtica                          |